# Грілка

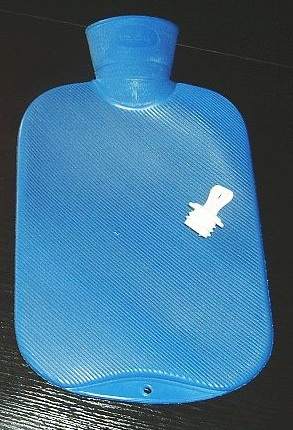
Гумова грілка

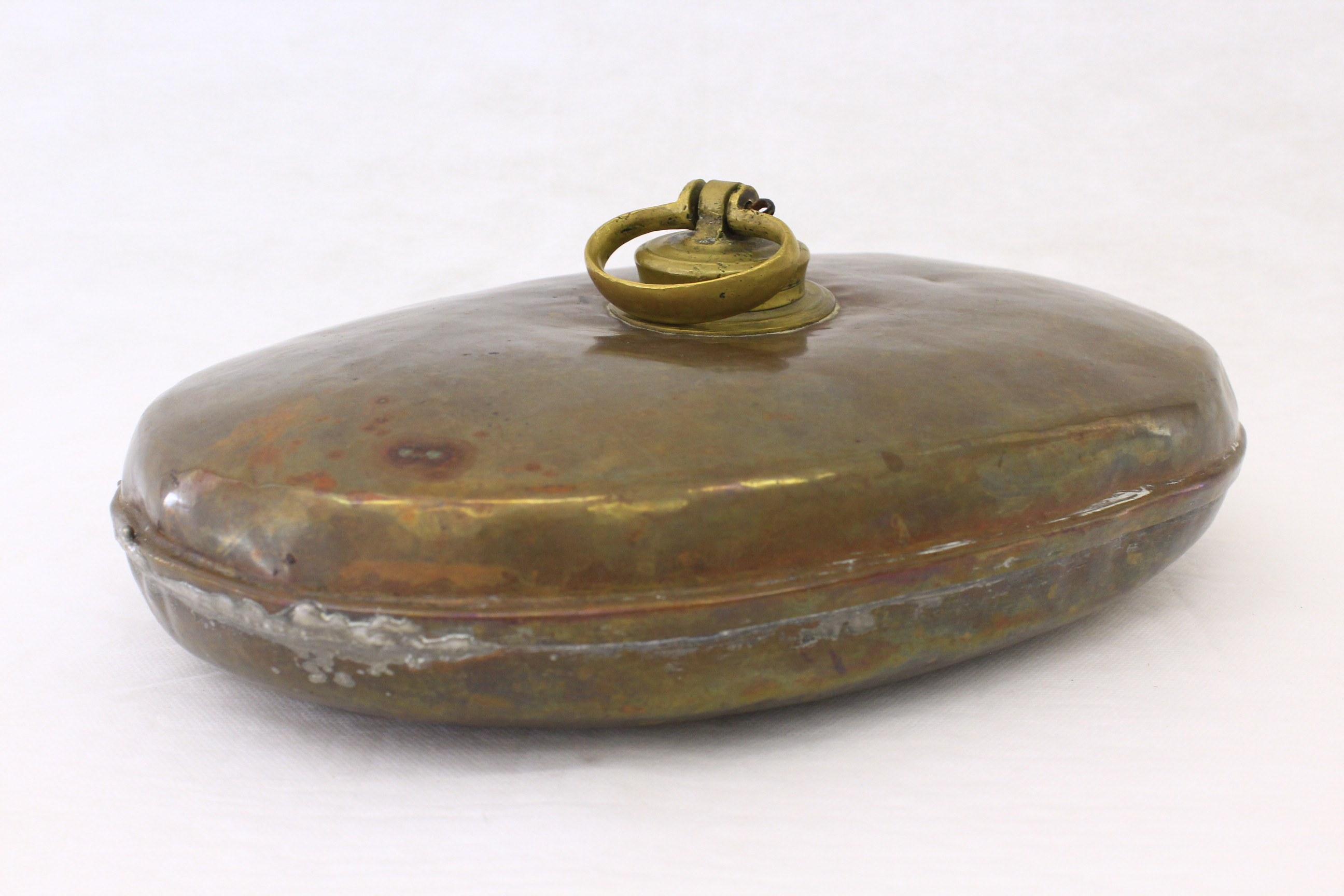
Металева грілка 19 ст

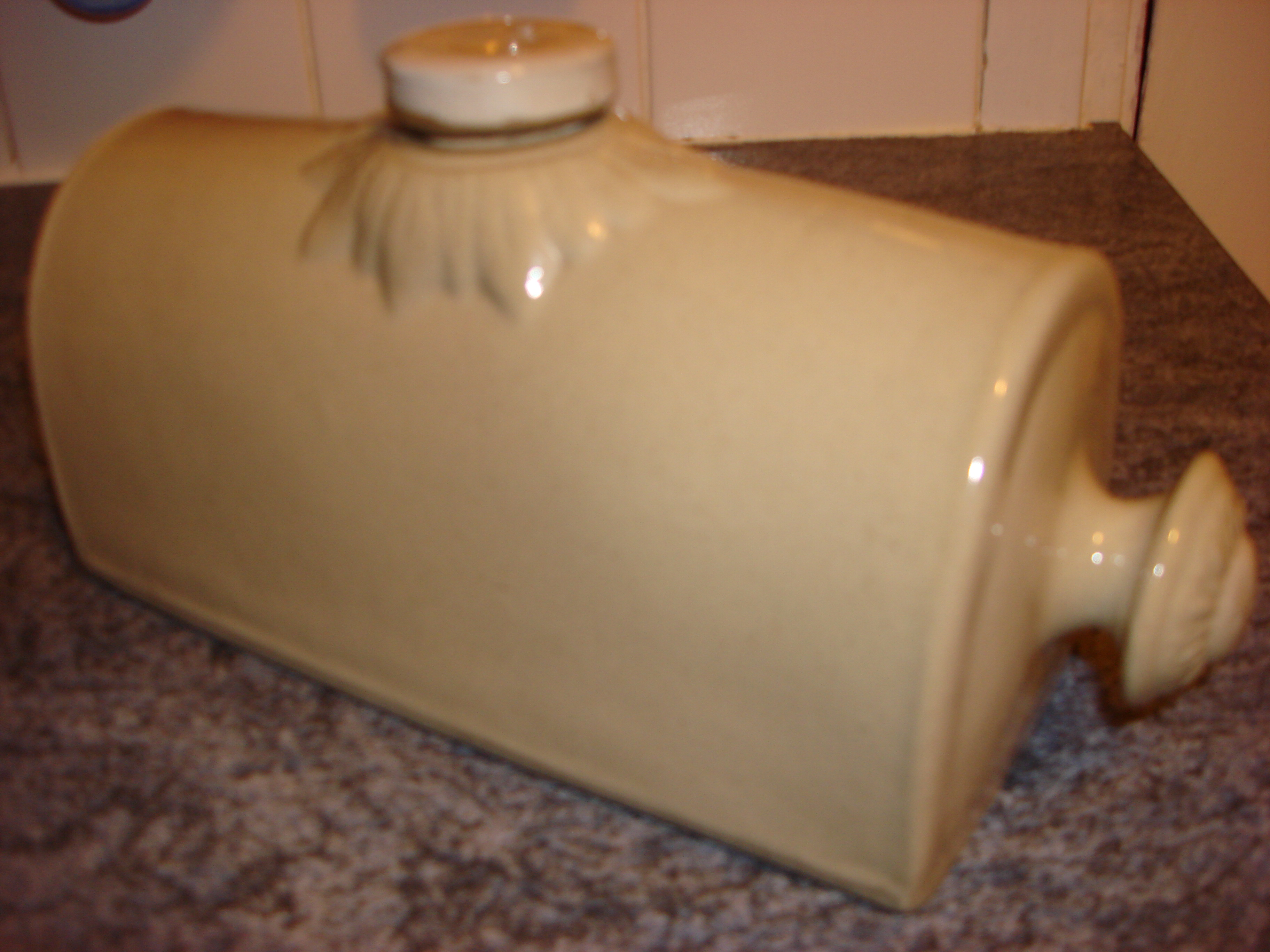
Керамічна грілка

Грілка — контейнер, заповнений гарячою водою для зігрівання частини тіла сухим теплом та попередження переохолодження, або для домашньої терапії теплом (зняття болю). Грілкою може називатися і невеликий пристрій для обігріву кімнати. Найпоширеніші види грілок: гумові водяні, електричні та хімічні.

## Медичні грілки
Грілки застосовуються для лікування ще з часів Гіпократа. Викликають розслаблення гладкої мускулатури і активну гіперемію, завдяки чому мають болезаспокійливу, розсмоктувальну й трофічну дію. Причому грілка опосередковано діє на ті органи, вегетативні нерви яких виходять з того ж сегмента спинного мозку, в який вступають чутливі нерви ділянки тіла, що обігрівається. Розсмоктувальна дія залежить в першу чергу від тривалості процедури, і в меншій — від температури грілки.
Грілку використовують як засіб першої допомоги при переохолодженні. Також сухим теплом може допомагати при хронічних інфарктних процесах, наслідках травм. Однак застосування грілки при гострих запальних процесах в черевній порожнині (наприклад, гострий апендицит, гострий холецистит), а також при пошкодженнях шкіри, при ударах (в перші дні) може викликати ускладнення. Не рекомендується застосування грілки при болях в животі незясованого походження.

## Обігрів ліжок

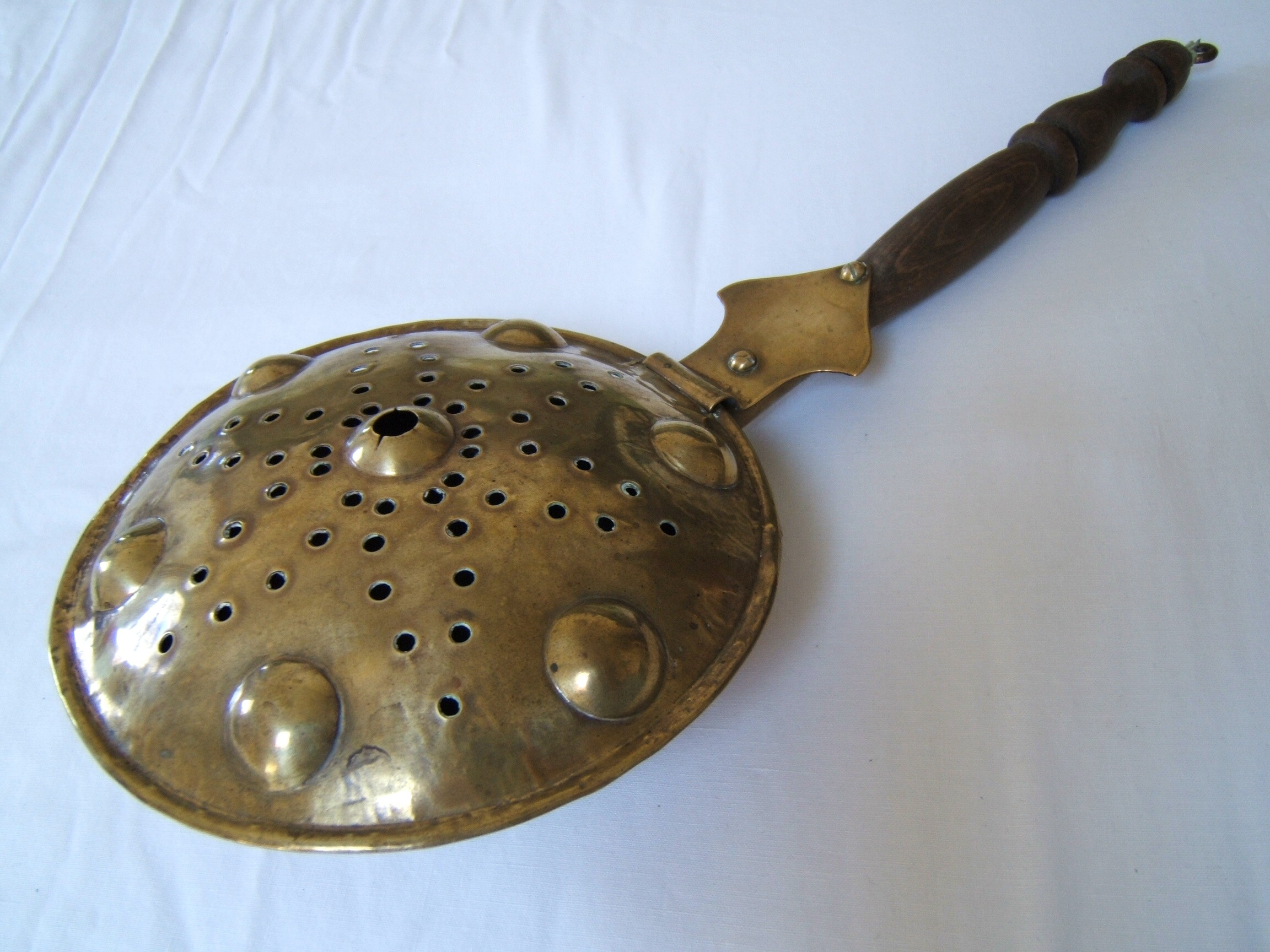
Грілка-жаровня

Контейнери для обігріву ліжок використовувалися ще з 16 століття. Ними нагрівали ліжка перед тим, як іти до сну. У найстаріших версіях використовувалося вугілля. Ємності були з різних матеріалів: цинк, мідь, скло, дерево, глина. Щоб уникнути загорання, метал обмотували тканиною. Дуже швидко стали використовувати нагріті предмети (камені, цеглу), гарячу воду та сипучі речовини (крупу, висівки, сіль, пісок, золу) у шкіряних мішках та бичачих міхурах, бо це дозволяло залишати грілки з собою.

## Гумові грілки
Каучукові грілки використовувались у Британії щонайменше з 1875. Сучасні традиційні грілки були запатентовані в 1903 році і виготовляються з натурального каучуку або ПВХ, із дизайном запатентованим хорватським винахідником Едуардом Пенкалою. Тепер їх часто покривають тканиною.
Наприкінці 20 століття використання використання гумових водяних грілок зменшилося у більшості країн світу, окрім Австралії, Ірландії, Великої Британії, країн що розвиваються та сільських районів. Їх витіснили системи опалення, обігрівачі, електричні ковдри. Втім, їх досі широко використовується в Чилі, де вона називається та спостерігається популярність популярності в Японії, де вона розглядається як екологічно чистий та економний спосіб зберегти тепло.

## Хімічні грілки

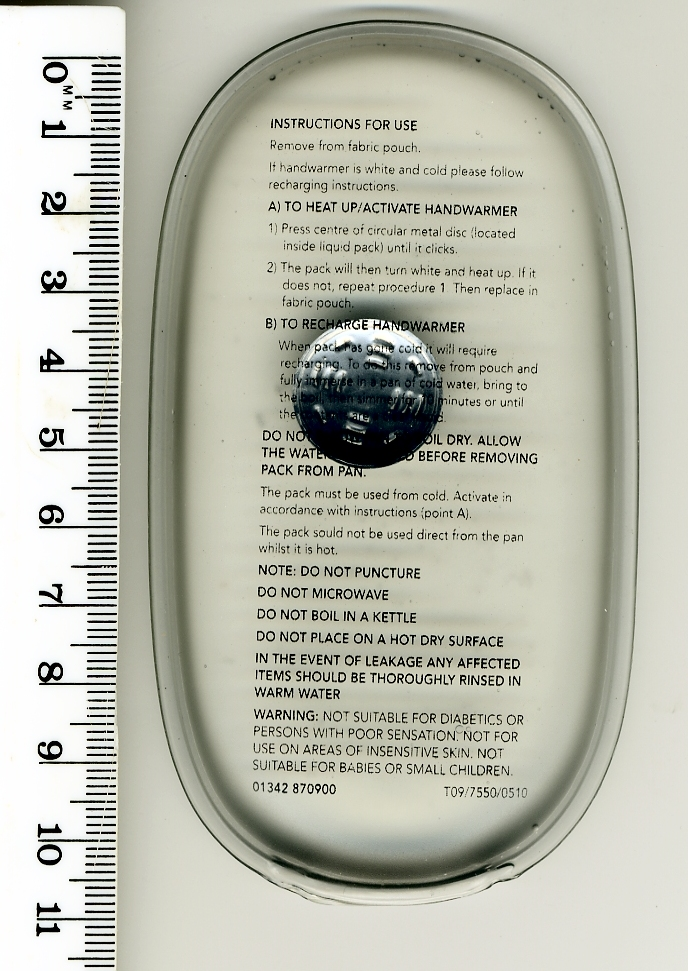
Сольова грілка

Хімічні грілки широко застосовувались в польових умовах. Вони можуть виділяти тепло завдяки екзотермічній реакції компонентів — наприклад, каталітична грілка, або при фазовому переході — наприклад, сольова грілка.
Різні види невеликих (кишенькових) хімічних грілок відомі з часів Першої світової війни, де вони використовувалися в арміях США і Англії для обігріву солдатів в окопах. В СРСР хімічні грілки для армії використовувалися починаючи з радянсько-фінської війни, в першу чергу для обігріву поранених при їх евакуації. У більшості грілок виділення тепла досягалося окисленням металевих порошків від додавання води.
В даний час достатнього поширення отримали хімічні грілки для індивідуального обігріву людини в польових умовах: у туристичному поході, на рибалці, полюванні, в умовах, пов'язаних з роботою на вулиці, на зимових видах спорту і так далі. Радянською промисловістю випускалася грілка бензинова каталітична ГК-1, яка при повній заправці могла виробляти тепло протягом 8-14 годин з температурою до 60° C, тобто на рівні больового порогу. Час роботи хімічної грілки на одній заправці, як правило, становить 6-8 годин.